# Palle Nielsen
Palle Louis Nielsen, född den 8 augusti 1920 i Köpenhamn, död den 5 september 2000, var en dansk tecknare och grafiker.

## Biografi
Palle Nielsen föddes i Gammelholm i Köpenhamn som son till Louis och Alma Nielsen. Som elvaåring blev Nielsen vittne till övervåld, då polisen slog ned en arbetarrevolt på Kongens Nytorv, en erfarenhet som fick honom att under resten av livet ta avstånd från allt våld.
Palle Nielsen utbildade sig till reklamtecknare på Konsthantverksskolan i Köpenhamn 1937-39 under K. Iversen och Aksel Jørgensen och var yrkesverksam som sådan under fyra år. Under andra världskriget tjänstgjorde Palle Nielsen som brandvakt i Köpenhamn, en erfarenhet som återkommer i de elegiska urbana miljöskildringarna i hans senare konst.
Reklambranschens krav på snabb produktion passade dock Palle Nielsen dåligt och 1943-44 inledde han därför konststudier vid Erik Clemmesens målarskola. 1945 antogs han vid Konstakademien i Köpenhamn och studerade under Kræsten Iversen och Aksel Jørgensen fram till 1947. Viktiga inspirationskällor under denna tid var Frans Masareels träsnitt och giftermålet med grafikern och målaren Elsa Bendixen 1946.
Palle Nielsen gjorde i slutet av 1940-talet flera resor till Paris. År 1951 upplevde han i en dröm sin hustrus död, en upplevelse som fick honom att utföra flera tuschteckningar och akvareller på temat. Dessa studier blev inledningen till temat Orfeus och Euridyke, det centrala eposet i hans livsverk som han kom att arbeta med under hela livet. År 1952 började Palle Nielsen arbeta i linoleum och samma år hade hans sin första separatutställning. De följande åren gjorde han flera resor till Rom och Florens. År 1955 hölls hans första utställning i Sverige på Lilla konstsalongen i Malmö, en utställning som uppmärksammades i media. År 1957 deltog Palle Nielsen i en svensk vandringsutställning tillsammans med Erik Grate och Evert Lundquist. Palle Nielsen uppmärksammades i samband med utställningen av flera ledande konstkritiker, bland annat presenterade Ulf Linde honom som: "En stor dansk grafiker".
Följande år deltog Palle Nielsen i biennalen i Venedig där han tilldelades Premio Giornalistica ("Journalistpriset") och samma år satte Birgit Cullberg upp Medea i Köpenhamn med Palle Nielsens grafik som scendekor. Kristian Bergtorp gjorde en dokumentärfilm om Palle Nielsen.
År 1959 utkom första delen i Palle Nielsens chef-d'oeuvre Orfeus och Euridyke med 51 lineoleumsnitt. Utgivningen kommenterades i Konstrevyn där den presenterades som "Den förstummade Orfeus". 
Under perioden 1960-61 bodde Palle Nielsen i Rom och började samma period arbeta med etsningar. År 1961 höll han en utställning i Clausens konsthandel i Köpenhamn. För Svensk journalfilm gjorde Torgny Wickman 1962 filmen En tarantella om Efteråt om Palle Nielsen och följande år tilldelades han Prins Eugens medalj och 1963  Thorvaldsenmedaljen. År 1965 började Palle Nielsen arbeta som lärare, först i Århus och sedan på Det Kongelige Danske Kunstakademi i Köpenhamn, där han senare blev professor. År 1967 ställde Palle Nielsen ut på Thielska galleriet och Moderna museet i Stockholm. Utställningarna uppmärksammades i Dagens Nyheter.
I början 1970-talet börjar Palle Nielsen arbeta med stengravyr. År 1972 ställde han ut på Henie-Onstad Kunstsenter utanför Oslo och följande år gav han upp sin professur för att helt ägna sig åt sitt konstnärskap.
Under slutet av 1970- och början av 1980-talet hade Palle Nielsen flera utställningar och gav ut en rad grafiska serier. År 1983 utkom till slut Katalog, en serie teckningar i tusch och 1984 tilldelades han Steffenpriset i Västtyskland. År 1989 deltog han i utställningen Utopia på Nationalmuseum i Stockholm och samma år gjorde Nils Olof Hedenskog dokumentären Till Orfeus. Följande år kom utställningen Svart ljus och vitt mörker.
Kalejdoskops förlag gav 1991 ut Kristian Romares Den förtrollade staden - en bok om Palle Nielsen och samma år hölls en utställning på Nasjonalgalleriet i Oslo. År 1995 hölls, i samband med Palle Nielsens 75-årsdag, en stor retrospektiv på Vejle Kunstmuseum. År 1997 turnerade en stor utställning på flera platser i Sverige, först på Grafikens hus i Mariefred och sedan på Västerbottens museum i Umeå och Dalarnas museum i Falun. Samma år mottog han Läkerols kulturpris.
I samband med 80-årsdagen gav Brøndum förlag ut tre av Palle Nielsens publikationer på nytt samtidigt som konstmuseet i Vejle ställde ut den serie tuschteckningar, Mennesker i den fordalte by, som kom att bli Palle Nielsens sista verk.
I sin dödsruna över Palle Nielsen skrev Svenska Dagbladet: "Ända in i det sista levde Palle Nielsen upp till den beskrivning som han en gång gav en av sina fiktiva personer - och därpå sig själv: Indignationspessimist."
År 2002 gjorde Jytte Rex dokumentären Palle Nielsen - Mig skal intet fattes. Nielsen finns representerad vid Moderna museet i Stockholm, Nordiska Akvarellmuseet och Göteborgs konstmuseum.

## Verk i urval
| År      | Verk |
| ------- | --- |
| 1949    | Utbrytarkung, Mörkning i djungeln, Syndaflod, Passion (träsnitt)                                                    |
| 1950    | Den stora världsbunkern, Antikrigsbilder, Hamburg Hansaplatz (xylografier) samt Insekten (träsnitt efter Turgenjev) |
| 1951    | Orfeus och Euridyke, Den förtrollade staden, Fan i Honfleur (xylografier)                                           |
| 1952    | Uppståndelsen, Den barmhärtiga Samariten, Pieta, Tarantel (linoleum)                                                |
| 1953    | Strejk, Vägen till staden, Mord i gasljus (träsnitt) samt Den förtrollade staden II (linoleum)                      |
| 1954    | Till dem som kommer efter oss, Soldaten och barnet (träsnitt)                                                       |
| 1955-59 | Fler linoleumsnitt i serierna Orfeus och Euridyke och Den sovande staden                                            |
| 1959    | Utgivning av första delen av Orfeus och Euridyke (51 linoleumsnitt)                                                 |
| 1959-61 | Klagosånger (träsnitt)                                                                                              |
| 1967    | Offren (träsnitt)                                                                                                   |
| 1962-69 | Den förtrollade staden, Rekviem, Pandemonium, Nekropolis, Platserna (etsningar)                                     |
| 1970    | Utgivning av Isola. Ett mellanspel i serien Orfeus och Euridyke                                                     |
| 1969-72 | Drömstaden, Parklandet                                                                                              |
| 1971-80 | Orfeus och Euridyke III (linoleum, ofullbordad)                                                                     |
| 1971-   | Den förtrollade staden, Den sovande staden, Månserie, Tidebok (stengravyrer)                                        |
| 1973    | Den övergivna staden                                                                                                |
| 1976    | Mysterier |
| 1980-81 | Liten etsningsserie                                                                                                 |
| 1981-85 | Människor och tilldragelser                                                                                         |
| 1982    | Försvinnande (för Amnesty International)                                                                            |
| 1983    | Utgivning av Katalog (tusch, teckningar)                                                                            |
| 1984-85 | Lethe (etsning) |
| 1984-90 | Miraklernas tid |
| 1993    | Sorgeblad |